# میراکبر خیبر
میراکبر خیبر (۱۱ ژانویه ۱۹۲۵ – ۱۷ آوریل ۱۹۷۸) سیاست‌مدار، فعال کمونیست و عضو کمیته مرکزی حزب دموکراتیک خلق افغانستان بود. او در ۲۸ حمل ۱۳۵۷ به‌طرز مشکوکی کشته شد. حزب خلق مراسم دفن اکبر را به تظاهرات اعتراضی بزرگ علیه داودخان، رییس دولت افغانستان تبدیل کرد که سبب شد داود دستور دستگیری سران اصلی این حزب را داد؛ به دنبال این وضعیت، شاخه نظامی حزب خلق چند روز بعد در ۷ ثور دست به کودتا زد و داود و خانواده‌اش را کشت و نظام حکومتی تحت رهبری حزب خلق پدید آمد.